# Piper humillimum
Piper humillimum är en pepparväxtart som beskrevs av C. Dc.. Piper humillimum ingår i släktet Piper och familjen pepparväxter. Inga underarter finns listade i Catalogue of Life.